# Wahlkreis Borna I
Der Wahlkreis Borna I war ein Landtagswahlkreis zur Landtagswahl in Sachsen 1990, der ersten Landtagswahl nach der Wiedergründung des Landes Sachsen. Er hatte die Wahlkreisnummer 14. Für die Landtagswahlen 1994 wurde auch infolge der Kreisreform die Wahlkreisstruktur verändert, zudem wurde die Zahl der Wahlkreise von 80 auf 60 verringert. Das Gebiet des Wahlkreises Borna I  wurde auf die Wahlkreise Leipziger Land 1 und 2 aufgeteilt.
Der Wahlkreis umfasste folgende Gemeinden und Städte des Landkreises Borna: Audigast, Auligk, Berndorf, Böhlen, Borna,
Breunsdorf, Deutzen, Elstertrebnitz, Espenhain,
Groitzsch, Großstolpen, Großzössen, Heuersdorf,
Kahnsdorf, Lippendorf-Kieritzsch, Lobstädt, Neukieritzsch, Neukirchen, Pegau,
Ramsdorf, Regis-Breitingen, Rötha, Rüssen-Kleinstorkwitz, Thräna, Wiederau und Zedtlitz.

## Ergebnisse
Die Landtagswahl 1990 fand am 14. Oktober 1990 statt und hatte folgendes Ergebnis für den Wahlkreis Borna I:
| Direktkandidat | Partei (Kürzel) | Erststimmen (%) | Zweitstimmen (%) |
| -------------- | --------------- | --------------- | ---------------- |
|                | DA              | -               | 00,4             |
| Karl Weise     | CDU             | 54,3            | 52,6             |
|                | Chr. L          | -               | 00,2             |
|                | DBU             | 00,6            | 00,4             |
|                | DSU             | 03,2            | 02,2             |
|                | F.D.P.          | -               | 04,3             |
|                | LL-PDS          | 10,0            | 07,5             |
|                | NPD             | -               | 00,5             |
|                | FORUM           | 05,4            | 03,6             |
|                | RAP             | -               | 00,1             |
|                | SHB             | -               | 00,1             |
|                | SPD             | 25,5            | 26,9             |

Es waren 55.928 Personen wahlberechtigt. Die Wahlbeteiligung lag bei 68,3 %. Von den abgegebenen Stimmen waren 3,0 % ungültig. Als Direktkandidat wurde Karl Weise (CDU) gewählt. Er erreichte 54,3 % aller gültigen Stimmen.